# Vila urbană a familiei Trapani
Vila urbană a familiei Trapani este un monument de arhitectură de însemnătate locală, introdus în Registrul monumentelor de istorie și cultură a municipiului Chișinău, amplasat în centrul istoric, pe str. Alexei Mateevici, 72. În prezent, edificiul găzduiește „Palatul nunții”.
Clădirea a fost ridicată în anul 1903 de consilierul Dumei orășenești Erast Trapani, pe un teren de pământ viran, procurat de la nobilul Alexandr Leonard. Conform unei descrieri din perioada respectivă casa era „construită din piatră, acoperită cu fier, formată din 7 odăi, o bucătărie, spălătorie, dependințe, o terasă, o remiză pentru trăsură, grajd pentru cai, și cameră pentru servitor, acoperită cu țiglă de Marsilia”.
În prezent, imobilul constă dintr-o cameră mare care arată cu o sală englezească, restul de 7 camere sunt distribuite uniform în jurul ei.